# Le Champ de blé d'or et de sarrasin
Le Champ de blé d'or et de sarrasin est un tableau réalisé par le peintre français Paul Sérusier vers 1900. De format vertical, cette huile sur toile est un paysage qui représente un champ, avec au premier plan du sarrasin, au plan médian du blé et à l'horizon des arbres sous le feuillage desquels percent des coins de ciel bleu. Achetée par préemption lors d'une vente publique à Brest en 2013, l'œuvre est conservée au musée d'Orsay, à Paris.
Tout au long de sa carrière, Sérusier a consacré plusieurs peintures au blé noir et à sa culture. Les collections de l'Art Institute of Chicago, à Chicago, comprennent ainsi La Moisson du blé noir, exécutée en 1899. Celles du musée des Beaux-Arts de Brest incluent quant à elles une représentation de battage datée de 1919 : Batteurs de blé noir.

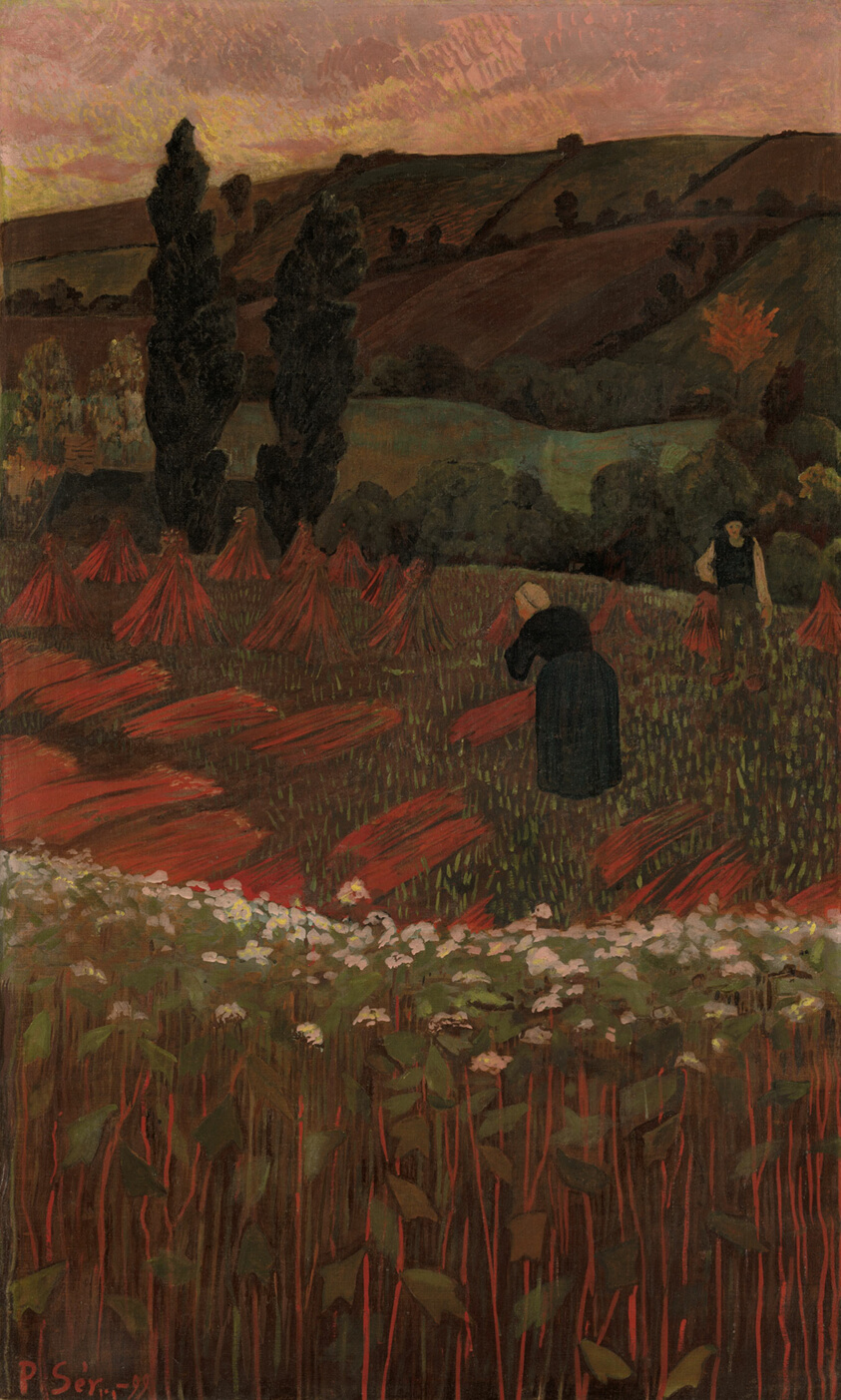
La Moisson du blé noir, 1899 – Art Institute of Chicago, Chicago.
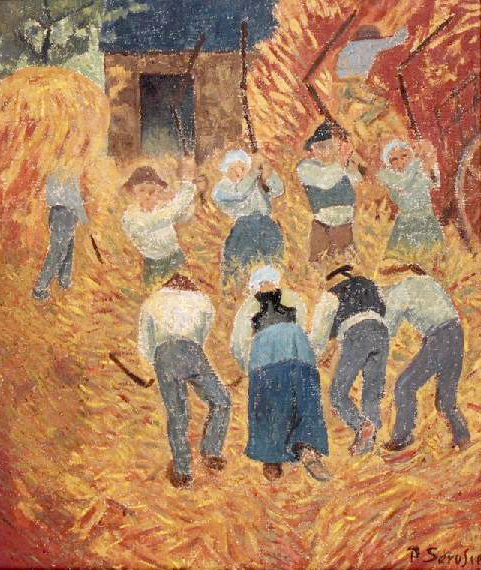
Batteurs de blé noir, 1919 – Musée des Beaux-Arts de Brest, Brest.